# Sara Davies
Pour les articles homonymes, voir Davies.
Sara Davies, née le 23 avril 1984 à Coundon (Royaume-Uni), est une entrepreneuse et personnalité de la télévision britannique. Elle est la fondatrice et propriétaire de Crafter's Companion, une entreprise qu'elle a lancée alors qu'elle était étudiante à l'université d'York. Le 23 avril 2019, il est annoncé qu'elle rejoindrait le panel de Dragons' Den pour sa dix-septième série, en remplacement de Jenny Campbell qui a décidé de quitter le programme début 2019.

## Biographie
Davies est née à Coundon, dans le comté de Durham, en Angleterre, en 1984. Elle est diplômée de l'université d'York avec un diplôme de commerce de première classe en 2006.
Davies a fondé le Crafter's Companion, une compagnie d'approvisionnement de papeterie et d'artisanat, pendant qu'elle était à l'université en 2005. Lors d'un stage dans une petite entreprise artisanale, elle a repéré une lacune sur le marché pour un outil qui pourrait créer des enveloppes sur mesure pour des cartes faites à la main. Avec l'aide de son père ingénieur à la retraite, elle a conçu un produit appelé The Enveloper qu'elle a lancé sur la chaine de télévision Ideal World, vendant 30 000 unités en six mois. Au moment où elle a obtenu son diplôme, l'entreprise touchait plus de 500 000 £. 
En tant qu'entrepreneur, Davies aide les femmes d'affaires et offre un soutien et des conseils aux entreprises dans le cadre de son rôle de mentorat auprès du Forum des entrepreneurs.
En 2015, Davies a accueilli l'émission d'artisanat de Local Television Limited (anciennement Made in Television), Be Creative. Le 23 avril 2019, elle rejoint Dragons 'Den en tant que plus jeune investisseur de l'émission. S'adressant à la BBC, elle a déclaré : « Je suis fan de la série depuis qu'elle a commencé. J'ai même été invité à participer à l'émission il y a 13 ans, donc j'ai l'impression d'avoir bouclé la boucle ».
Davies a été nommé membre de l'ordre de l'Empire britannique (MBE) lors des honneurs du nouvel an 2016 pour ses services à l'économie.